# كاثرين آرتشر
كاثرين آرتشر (بالإنجليزية: Catherine Archer)‏ (1950)؛ كاتِبة وروائية أمريكية.